# Nocturne (comportement animal)
Pour les articles homonymes, voir Nocturne.
 (juillet 2007).
Si vous disposez d'ouvrages ou d'articles de référence ou si vous connaissez des sites web de qualité traitant du thème abordé ici, merci de compléter l'article en donnant les références utiles à sa vérifiabilité et en les liant à la section « Notes et références ».

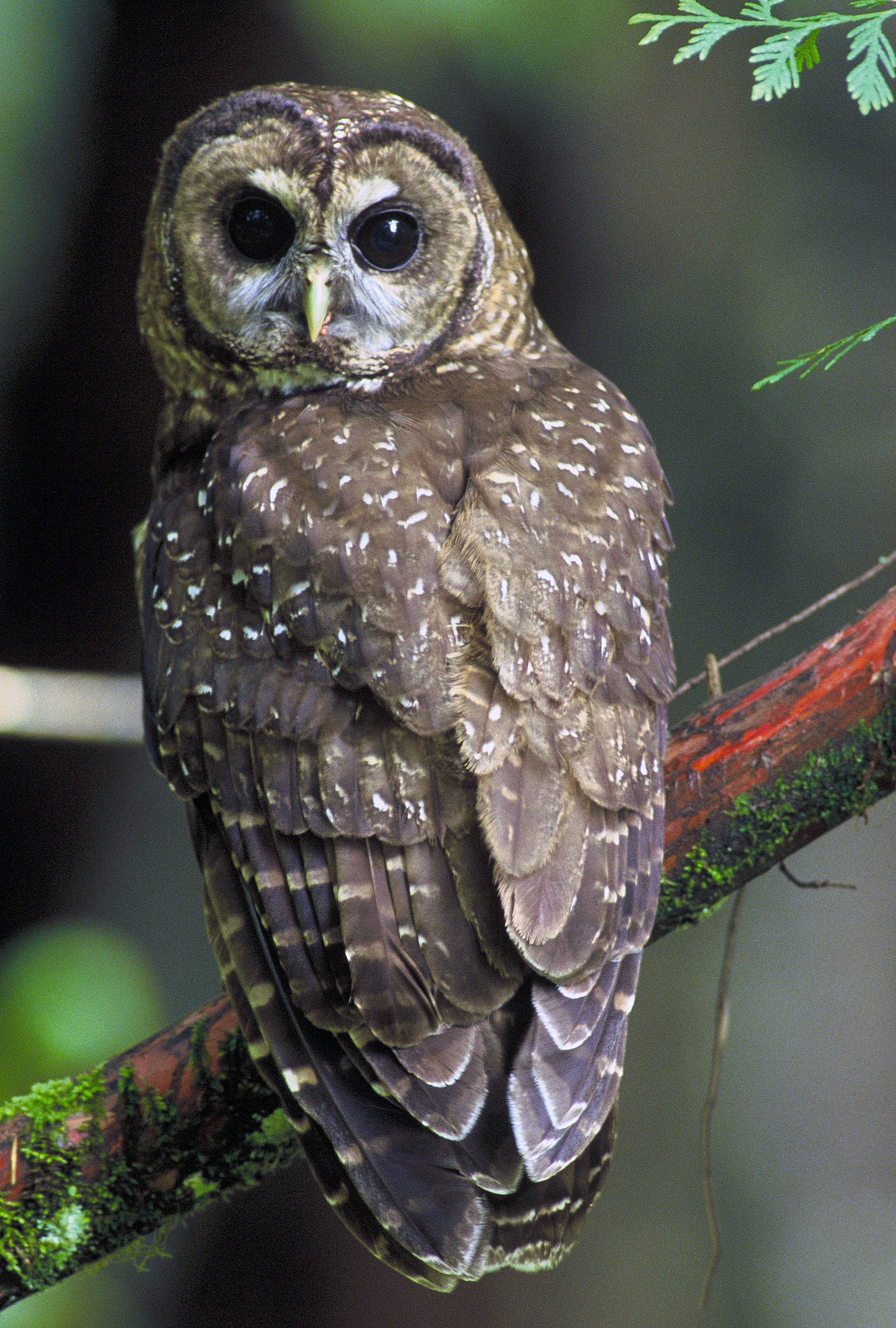
Les chouettes sont bien connues pour être des animaux nocturnes, bien que certaines de ces espèces soient des animaux également diurnes.

Un animal est dit nocturne ou lucifuge lorsqu'il est actif principalement la nuit. Ce comportement est opposé au comportement diurne. Ces comportements sont notamment étudiés par la branche de la zoologie appelée éthologie, mais ils intéressent aussi l'endocrinologie car le cycle nycthéméral de toutes les espèces semble régulé par une hormone unique et d'importance majeure : la mélatonine.

## Comportements
Certaines espèces sont strictement nocturnes, c'est-à-dire sans aucune activité le jour. Elles se mettent généralement au repos à l'abri de la lumière (et des prédateurs) durant la journée. Beaucoup d'espèces (y compris aquatiques) sont crépusculaires, et donc peuvent présenter une activité en début et fin de journée (en général les plus actives durant les deux heures qui précèdent et suivent le lever du soleil et durant les deux heures qui précèdent et suivent son coucher).
Enfin certains animaux peuvent changer de cycle en fonction des conditions. C'est par exemple le cas d'espèces vivant dans des zones ayant des saisons très marquées : les animaux diurnes peuvent devenir nocturnes pour éviter les fortes chaleurs de la journée, et à l'inverse des animaux nocturnes peuvent devenir diurnes pour profiter de la chaleur des journées durant l'hiver. Certaines espèces diurnes sont nocturnes seulement le temps de la migration et inversement.
Tout en ayant une activité nocturne, certaines espèces se montrent plus actives en période de pleine lune (certains requins chassant de nuit sur les récifs par exemple).

## Causes
Ce cycle biologique nycthémère s'impose par la production d'hormones. Celles-ci sont produites par le système endocrinien à la suite de l'action de la lumière sur la rétine.
Ce comportement serait une mesure pour limiter la prédation. Cependant les prédateurs disposent de facultés permettant de pallier ce handicap comme une vision de nuit, la vision de la chaleur (infra-rouges) chez certains serpents ou un odorat performant. L'ouïe est souvent également très bonne.
Certains prédateurs exploitent la difficulté de vision de leur proie durant la nuit (les chauves-souris insectivores par exemple).
Le mécanisme de fixation du calcium par la vitamine D, dont la production dépend de l'exposition à la lumière chez de nombreuses espèces diurnes, doit être adapté chez les animaux nocturnes, sous peine de risques de carences.

## Régression des « refuges nocturnes »
La démographie humaine s'est accompagnée au XXe siècle d'une croissance exponentielle de l'éclairage nocturne et conséquemment de la pollution lumineuse.
Notamment dans les pays développés, et jusque dans les centre-ville, les « zones de noir » ou les zones les moins éclairées et les heures de la nuit sont souvent aussi celles où la pression humaine est moindre pour la faune et les écosystèmes. 
Une étude récente (2018) conduite par Gaynor et al. s'est basée sur une méta-analyse de 76 études relatives à 62 espèces provenant de six continents. Elle montre que sur les six continents, tous les mammifères pour lesquels des données existent sur d'éventuels changements de rythme de vie par rapport au cycle jour-nuit ont récemment modifié leurs comportements pour devenir de plus en plus nocturnes. Ceci vaut même pour des animaux forestiers tels que les cerfs et sangliers, que l'on pourrait supposer mieux protégés des contacts proches avec l'homme dans les forêts. La fuite face aux chasseurs est une explication, mais bien d'autres activités humaines dont la circulation motorisée ou pédestre (randonnée pédestre), canoë-kayak, sports d'hiver, etc., semblent pousser les animaux à de plus en plus s'activer aux heures où les humains sont les moins présents.
Les animaux considérés par cette étude ont en moyenne augmenté leur nocturnalité d'un facteur 1,36 face au dérangement et le même constat est fait sur tous les continents, tous les habitats terrestres, tous les taxons considérés et pour toutes les grandes activités humaines. Plus l'empreinte humaine mondiale s'étend, plus l'évitement temporel de l'homme augmente et semble pouvoir dans une certaine mesure faciliter la coexistence entre l'homme et la faune.
Cette évolution pose cependant question : si ce comportement de repli vers les zones de noir (avec horaires d’activités décalés) semble favoriser la survie de certaines espèces menacées ou persécutées par les humains, elle inhibe le comportement naturel d'animaux normalement diurnes qui pourraient avoir plus de difficultés à se nourrir, à rester vigilant le jour tout en se protégeant de leurs prédateurs nocturnes, ce qui secondairement « peut aussi avoir des conséquences au niveau de l'écosystème » ; des conséquences, encore mal évaluées sur la santé physique des animaux concernés, sur la pérennité de certaines populations sont possibles, de même concernant les interactions communautaires et l'évolution. Par ailleurs les humains eux-mêmes (en termes de transport par exemple) étendent leur durée d'activité la nuit (cf. trains, avions, marine marchande, et de nombreux véhicules circulant de nuit).